# 대서양사
대서양사(大西洋史, Atlantic history)란 근세사를 대서양을 중심으로 서술하는 역사학 분야다. 대항해시대에 유럽인들이 신대륙을 발견하면서 신구대륙으로 둘러싸인 대서양 세계(Atlantic World)라는 것이 만들어졌으며, 대서양사는 바로 그 대서양 세계에 관한 연구다. 16세기 이후 대서양에 접한 대륙들, 즉 미주대륙, 유럽, 아프리카는 경제적 문화적 교류를 통해 공동의 생활권이 되었기에 총체로서 연구될 수 있다.

## 같이 보기
- 콜럼버스의 교환
- 대서양
- 분류:북대서양 허리케인
- 대서양주의
- 유럽의 아메리카 식민지화